# پولائو ساتومو
پولائو ساتومو (چینی: 沙都姆岛) یک جزیرهٔ کوچک در جنوب جزیرهٔ اصلی سنگاپور و جنوبی‌ترین جزیرهٔ سنگاپور است. فانوس دریایی رفلز در این جزیره واقع شده‌است. نام پولائو ساتومو در زبان مالایی به‌معنی «یک درخت» است.